# Gustave Eiffel
Alexandre Gustave Eiffel (nascido Bonickhausen dit Eiffel; Dijon, 15 de dezembro de 1832 — Paris, 27 de dezembro de 1923) foi um engenheiro francês. Formado pela École Centrale Paris, ele fez seu nome construindo várias pontes para a rede ferroviária francesa, mais notoriamente o viaduto Garabit. Ele é mais conhecido pela mundialmente famosa Torre Eiffel, construída para a Exposição Universal de 1889 em Paris, e sua contribuição para a construção da Estátua da Liberdade em Nova Iorque. Após sua aposentadoria da engenharia, Eiffel concentrou-se em pesquisas sobre meteorologia e aerodinâmica, fazendo contribuições significativas em ambos os campos.

## Biografia

### Infância
Gustave Eiffel nasceu em Burgundy, França, na cidade de Dijon, Côte-d'Or, o primeiro filho de Catherine-Mélanie (nascida como Moneuse) e Alexandre Bönickhausen. Ele era um descendente de Jean-René Bönickhausen, que emigrara da cidade alemã de Marmagen e se estabeleceu em Paris no início do século XVIII. A família adotou o nome Eiffel como referência para o Eifel, montanhas da região de onde vieram. Embora a família sempre usasse o nome Eiffel, o nome de Gustave foi registrado no nascimento como Bonickhausen datado de Eiffel, e não foi oficialmente mudado para Eiffel até 1880.
Na época do nascimento de Gustave, seu pai, um ex-soldado, trabalhava como administrador do exército francês; mas logo após seu nascimento, sua mãe expandiu um negócio de carvão, e logo depois seu pai desistiu de seu trabalho para ajudá-la. Devido aos compromissos comerciais de sua mãe, Gustave passou a infância vivendo com a avó, mas permaneceu perto de sua mãe, que permaneceria uma figura influente até a morte dela em 1878. Seu pai, no entanto, não teve um papel importante em sua juventude. Início da vida de Eiffel. O negócio foi bem-sucedido o suficiente para Catherine Eiffel vendê-lo em 1843 e se aposentar nos lucros. Eiffel não era uma criança estudiosa, e achava suas aulas no Lycée Royal em Dijon chatas e uma perda de tempo, embora em seus últimos dois anos, influenciado por seus professores de história e literatura, ele começou a estudar seriamente, e ganhou sua Bacharel em Humanidades e Ciências. Uma parte importante em sua educação foi desempenhada por seu tio, Jean-Baptiste Mollerat, que inventou um processo para destilar vinagre e teve um grande trabalho químico perto de Dijon, e um dos amigos de seu tio, o químico Michel Perret. Os dois homens passaram muito tempo com o jovem Eiffel, ensinando-o sobre tudo, desde química e mineração até teologia e filosofia.
Eiffel passou a frequentar o Collège Sainte-Barbe em Paris, para preparar-se para os difíceis exames introdutórios realizados por faculdades de engenharia na França e se qualificou para entrar em duas das mais prestigiadas escolas — Escola Politécnica e École Centrale Paris — e finalmente entrou no último. Durante seu segundo ano, ele escolheu se especializar em química e graduou-se no 13º lugar entre 80 candidatos em 1855. Isto é o que se acredita ser uma das coisas que levou o jovem Eiffel à sua carreira de engenheiro. Este foi o ano em que Paris sediou a Segunda Feira Mundial, e Eiffel comprou uma passagem de temporada por sua mãe.

### Carreira inicial

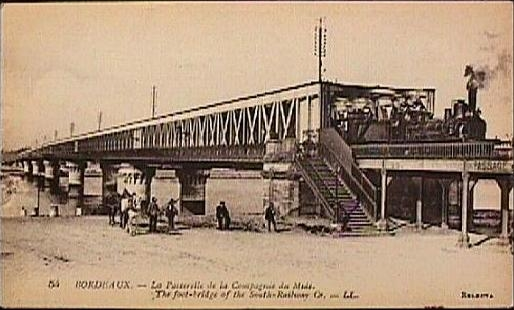
A ponte de Bordeaux, a primeira grande obra de Eiffel.

Após a formatura, Eiffel esperava encontrar trabalho na oficina de seu tio em Dijon, mas uma disputa familiar tornou isso impossível. Depois de alguns meses trabalhando como assistente não remunerado de seu cunhado, que administrava uma fundição, Eiffel se aproximou do engenheiro ferroviário Charles Nepveu, que deu a Eiffel seu primeiro emprego remunerado como secretário particular. No entanto, pouco tempo depois, a empresa de Nepveu faliu, mas Nepveu encontrou um emprego para Eiffel projetando uma ponte de ferro de 22 m para a ferrovia de Saint Germain. Alguns dos negócios da Nepveu foram então adquiridos pela Compagnie Belge de Matériels de Chemin de Fer: Nepveu foi nomeado diretor administrativo das duas fábricas em Paris e ofereceu a Eiffel um emprego como chefe do departamento de pesquisa. Em 1857, a Nepveu negociou um contrato para construir uma ponte ferroviária sobre o rio Garonne, em Bordéus, ligando a linha Paris-Bordéus às linhas que vão para Sète e Bayonne, que envolveu a construção de uma ponte de vigas de ferro de 500 m (1 600 pés) apoiada por seis pares de pilares de alvenaria no leito do rio. Estes foram construídos com o auxílio de caixas de ar comprimido e carneiros hidráulicos, ambas técnicas inovadoras da época. Inicialmente, Eiffel recebeu a responsabilidade de montar a serralharia e acabou assumindo a gestão de todo o projeto de Nepveu, que renunciou em março de 1860.
Após a conclusão do projeto no horário, Eiffel foi apontado como o principal engenheiro da Compagnie Belge. Seu trabalho também atraiu a atenção de várias pessoas que mais tarde lhe deram trabalho, incluindo Stanislas de la Roche Toulay, que preparara o projeto para a serralharia da ponte de Bordeaux, Jean Baptiste Krantz e Wilhelm Nordling. Mais promoções dentro da empresa se seguiram, mas o negócio começou a declinar, e em 1865 Eiffel, não vendo nenhum futuro lá, demitiu-se e montou como engenheiro consultor independente. Ele já estava trabalhando independentemente na construção de duas estações ferroviárias, em Toulouse e Agen, e em 1866 ele foi contratado para supervisionar a construção de 33 locomotivas para os egípcios, um trabalho lucrativo mas pouco exigente no curso do qual ele visitou o Egito, onde visitou o Canal de Suez que estava sendo construído por Ferdinand de Lesseps. Ao mesmo tempo, foi contratado por Jean-Baptiste Kranz para auxiliá-lo no projeto da sala de exposições da Exposição Universal, que seria realizada em 1867. O trabalho principal de Eiffel era desenhar as vigas arqueadas da Galerie des Machines. Para realizar este trabalho, Eiffel e Henri Treca, diretor do Conservatório de Artes e Metros, conduziram pesquisas valiosas sobre as propriedades estruturais do ferro fundido, estabelecendo módulo de elasticidade aplicável às peças fundidas compostas.

### Eiffel et Cie

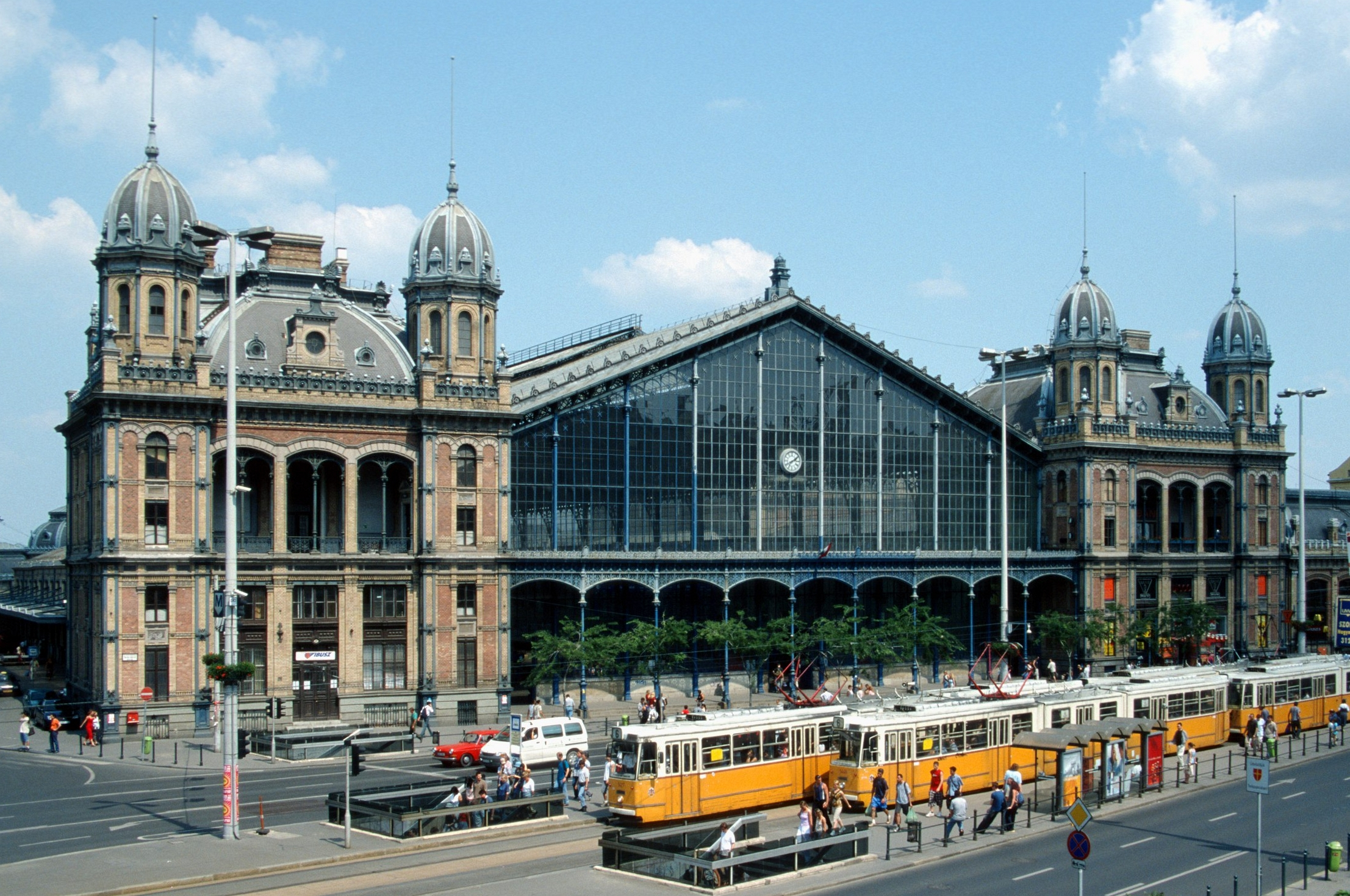
A estação de Budapeste-Nyugati.

No final de 1866, Eiffel conseguiu emprestar dinheiro suficiente para montar suas próprias oficinas em 48 rue Fouquet, em Levallois-Perret, Sua primeira comissão importante foi por dois viadutos para a linha ferroviária entre Lyon e Bordeaux, e a empresa também começou a trabalhar em outros países, incluindo a Igreja de São Marcos em Arica, Chile, que era um edifício pré-fabricado em metal, fabricada na bedrooms cardboard e embarcada para bedrooms na América para ser montada no Logo.
Em 6 de outubro de 1868 ele entrou em parceria com Théophile Seyrig, como Eiffel, um graduado da École Centrale, formando a empresa Eiffel et Cie ("Eiffel e Companhia"). Em 1875, Eiffel e Cie receberam dois contratos importantes, um para um novo terminal para a linha de Viena a Budapeste e outro para uma ponte sobre o Rio Douro em Portugal. A estação em Budapeste foi um design inovador. O padrão usual para a construção de um terminal ferroviário era esconder a estrutura de metal atrás de uma fachada elaborada: o projeto de Eiffel para Budapeste usava a estrutura metálica como peça central do prédio, ladeado por estruturas convencionais de pedra e tijolo, abrigando escritórios administrativos.

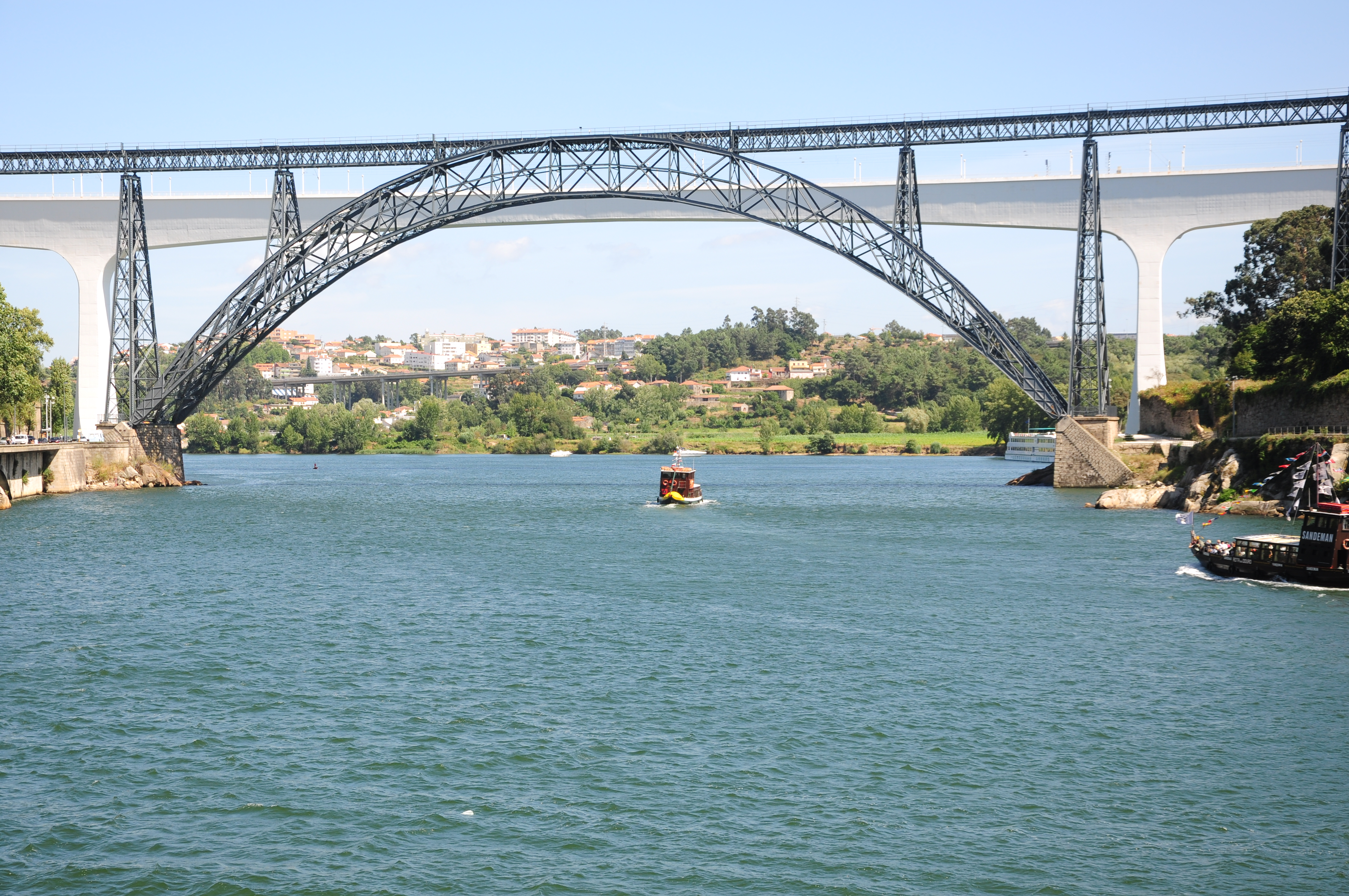
Ponte D. Maria Pia.

A ponte sobre o Douro surgiu como resultado de um concurso realizado pela Real Companhia Ferroviária Portuguesa. A tarefa era exigente: o rio era de fluxo rápido, com até 20 m de profundidade, e tinha um leito formado por uma camada profunda de cascalho que impossibilitava a construção de pilares no leito do rio. A ponte tinha que ter um vão central de 160 m (520 pés). Este foi maior que o maior arco que havia sido construído na época. A proposta de Eiffel era de uma ponte cujo convés era sustentado por cinco pilares de ferro, com os contrafortes do par na margem do rio também sustentando um arco central de apoio. O preço citado por Eiffel era de 965 000 FF, muito abaixo do concorrente mais próximo, pelo que lhe foi dado o emprego, embora, como a sua empresa era menos experiente do que os seus rivais, as autoridades portuguesas nomearam uma comissão para informar sobre a adequação de Eiffel et Cie. Os membros incluíam Jean-Baptiste Krantz, Henri Dion e Léon Molinos, ambos conheciam Eiffel há muito tempo: o relatório deles era favorável, e Eiffel conseguiu o emprego. O trabalho no local começou em janeiro de 1876 e foi concluído no final de outubro de 1877: a ponte foi aberta cerimonialmente pelo rei Luis I e pela rainha Maria Pia, depois de quem a ponte foi nomeada, em 4 de novembro.
A Exposição Universal de 1878 estabeleceu firmemente sua reputação como um dos principais engenheiros da época. Além de exibir modelos e desenhos de trabalhos realizados pela empresa, Eiffel também foi responsável pela construção de vários dos prédios da exposição. Um deles, um pavilhão para a Paris Gás Company, foi a primeira colaboração de Eiffel com Stephen Sauvestre, que mais tarde se tornaria o chefe do escritório de arquitetura da empresa.
Em 1879, a parceria com a Seyrig foi dissolvida e a empresa passou a se chamar Compagnie des Établissements Eiffel. No mesmo ano a empresa recebeu o contrato para o viaduto de Garabit, uma ponte ferroviária perto de Ruynes en Margeride no departamento de Cantal. Tal como a ponte do Douro, o projeto envolveu um longo viaduto que atravessava o vale do rio e o próprio rio, e Eiffel recebeu o trabalho sem qualquer processo de concurso devido ao seu sucesso com a ponte sobre o Douro. Para auxiliá-lo no trabalho, ele assumiu várias pessoas que desempenharam papéis importantes na concepção e construção da Torre Eiffel, incluindo Maurice Koechlin, um jovem graduado na ETHZ, que se dedicava a cálculos e desenhos, e Émile Nouguier, que anteriormente trabalhara para Eiffel na construção da ponte do Douro.
No mesmo ano, Eiffel começou a trabalhar em um sistema de pontes pré-fabricadas padronizadas, uma ideia que foi o resultado de uma conversa com o governador de Cochin-China. Estes usaram um pequeno número de componentes padrão, todos pequenos o suficiente para serem prontamente transportáveis em áreas com estradas ruins ou inexistentes, e foram unidos usando parafusos em vez de rebites, reduzindo a necessidade de mão de obra qualificada no local. Vários tipos diferentes foram produzidos, variando de passarelas a pontes ferroviárias de bitola padrão.

#### O escândalo do Panamá

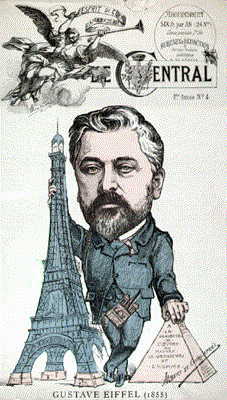
Caricatura de Eiffel, publicada em 1887 na época do "The Artist's Protest"

Em 1887, Eiffel se envolveu com o esforço francês para construir um canal através do istmo do Panamá. A Companhia Francesa do Canal do Panamá, liderada por Ferdinand de Lesseps, tentava construir um canal no nível do mar, mas chegou à conclusão de que isso era impraticável. O plano foi mudado para um usando fechaduras, que Eiffel foi contratada para projetar e construir. As fechaduras eram em grande escala, a maioria tendo uma mudança de nível de 11 m (36 pés). Eiffel estava trabalhando no projeto há pouco mais de um ano, quando a empresa suspendeu os pagamentos de juros em 14 de dezembro de 1888, e pouco depois foi colocado em liquidação. A reputação de Eiffel foi gravemente prejudicada quando ele foi implicado no escândalo financeiro e político que se seguiu. Embora ele fosse simplesmente um empreiteiro, ele foi acusado juntamente com os diretores do projeto de levantar dinheiro sob falsas pretensões e apropriação indébita de fundos. Em 9 de fevereiro de 1893, Eiffel foi considerado culpado pela acusação de uso indevido de fundos, multado em 20 000 francos e condenado a dois anos de prisão, embora tenha sido absolvido em recurso.
Logo após o julgamento, Eiffel anunciou sua intenção de renunciar ao conselho de administração da Compagnie des Etablissements Eiffel, e fê-lo em uma assembleia geral realizada em 14 de fevereiro, dizendo: "Eu decidi absolutamente abster-me de qualquer participação em qualquer negócio de manufatura". a partir de agora, e para que ninguém possa ser enganado e para tornar mais evidente que pretendo permanecer absolutamente não envolvido com a gestão dos estabelecimentos que levam o meu nome, insisto que o meu nome deve desaparecer do nome da empresa". A empresa mudou seu nome para La Société Constructions Levallois-Perret, com Maurice Koechlin como diretor administrativo. O nome foi mudado para o Anciens Etablissements Eiffel em 1937.

### Carreira posterior

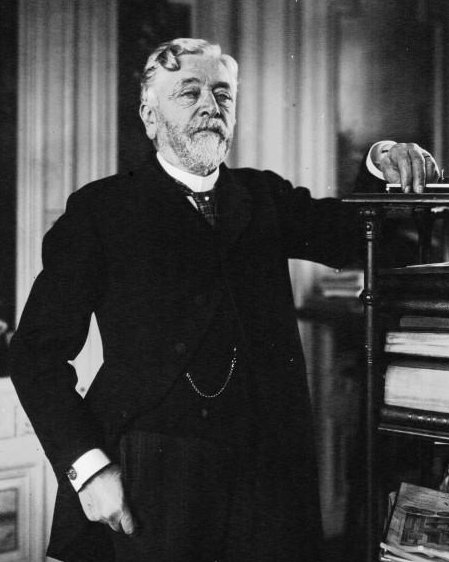
Gustave Eiffel em 1910.

Cerca de seis meses após sua aposentadoria da Compagnie des Etablissements Eiffel, Eiffel foi abordado por Felix-Max Richard, proprietário do Comptoir General de Photographie. Felix-Max Richard acabara de perder um processo contra ele por seu irmão para impor um acordo de não concorrência. Felix-Max Richard recorreu da decisão, mas sentiu que precisava de um plano de back-up caso seu recurso fosse negado. Em 28 de maio de 1895, o tribunal negou o recurso e Gustave Eiffel comprou o Comptoir com outros três homens: Joseph Vallot, Alfred Besnier e Leon Gaumont, trinta anos mais jovem que ele. A empresa foi renomeada como L. Gaumont et Cie como parceira mais jovem porque Eiffel não queria seu nome na empresa. Leon Gaumont foi gerente e Eiffel foi presidente de 1895 a 1906. A empresa abriu o capital em janeiro de 1907 e é uma das mais antigas empresas cinematográficas do mundo.
Durante esses anos, Eiffel guiou a empresa, contribuiu para seus investimentos de capital e invenções, e foi absorvida pelas novas tecnologias e decisões que a empresa tomou nos seus primeiros onze anos. Em 1897, ele colaborou com Louis-Paul Cailletet e Leon Gaumont em uma câmera cinematográfica instalada em um balão de ar quente. De acordo com a correspondência entre Gaumont e Eiffel, Eiffel tinha quartos escuros em suas casas de férias em Beauleau-Sur-Mer e Vevey, onde ele experimentou com desenvolvedores de produtos químicos. Ele patenteou um heliógrafo fotográfico em 1907. Ele passou a fazer um trabalho importante em meteorologia e aerodinâmica. O interesse de Eiffel nessas áreas foi uma consequência dos problemas que ele encontrou com os efeitos das forças do vento nas estruturas que construiu.
Seus primeiros experimentos aerodinâmicos, uma investigação da resistência do ar de superfícies, foram realizados pela queda da superfície a ser investigada em conjunto com um aparelho de medição por um cabo vertical esticado entre o segundo nível da Torre Eiffel e o solo. Usando este Eiffel estabeleceu definitivamente que a resistência do ar de um corpo estava intimamente relacionada com o quadrado da velocidade no ar. Ele então construiu um laboratório no Champ de Mars, no sopé da torre em 1905, construindo seu primeiro túnel de vento em 1909. O túnel de vento foi usado para investigar as características das seções de aerofólio usadas pelos primeiros pioneiros da aviação, como os irmãos Wright, Gabriel Voisin e Louis Blériot. Eiffel estabeleceu que o elevador produzido por um aerofólio era o resultado de uma redução da pressão do ar acima da asa, em vez de um aumento da pressão atuando na superfície inferior. Após reclamações sobre o ruído de pessoas que moram nas proximidades, ele transferiu seus experimentos para um novo estabelecimento em Auteuil em 1912. Aqui foi possível construir um túnel de vento maior e Eiffel começou a fazer testes usando modelos em escala de projetos de aeronaves. Em 1913, Eiffel recebeu a Medalha Samuel P. Langley de Aerodromia pela Smithsonian Institution. Em seu discurso na apresentação da medalha, Alexander Graham Bell disse:
| “ | ... seus escritos sobre a resistência do ar já se tornaram clássicos. Suas pesquisas, publicadas em 1907 e 1911, sobre a resistência do ar em conexão com a aviação, são especialmente valiosas. Eles deram aos engenheiros os dados para projetar e construir máquinas voadoras sobre princípios científicos e sonoros. | ” |

Eiffel tinha um equipamento de medição meteorológica colocado na torre em 1889 e também construiu uma estação meteorológica em sua casa em Sèvres. Entre 1891 e 1892, ele compilou um conjunto completo de leituras meteorológicas e, posteriormente, estendeu sua gravação para incluir medições de 25 locais diferentes em toda a França.
Eiffel morreu em 27 de dezembro de 1923, enquanto ouvia a 5ª Sinfonia de Beethoven, segundo Andante, em sua mansão na Rue Rabelais em Paris, França. Ele foi enterrado no túmulo da família no Cemitério Levallois-Perret.

## Obras

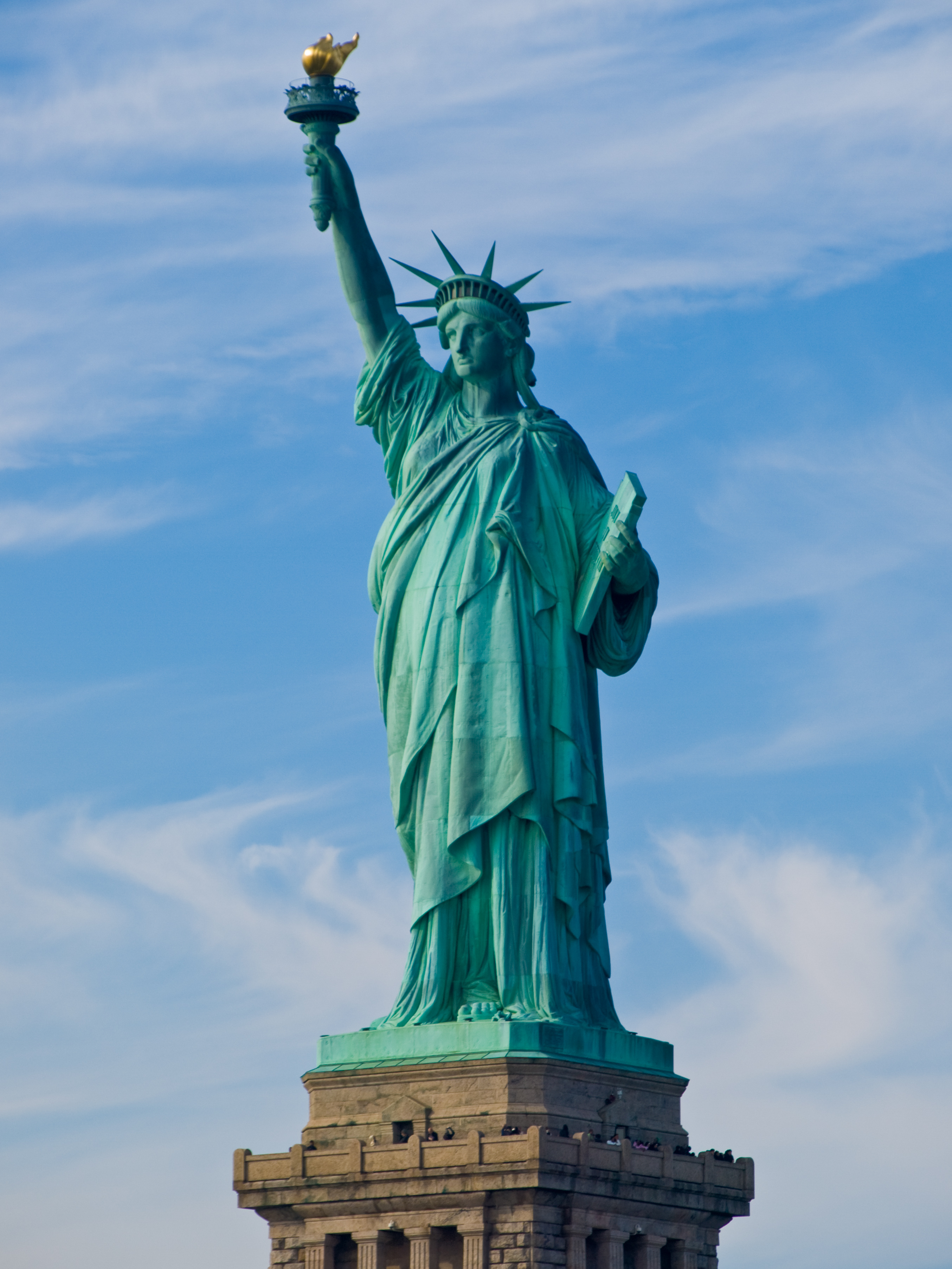
Estátua da Liberdade

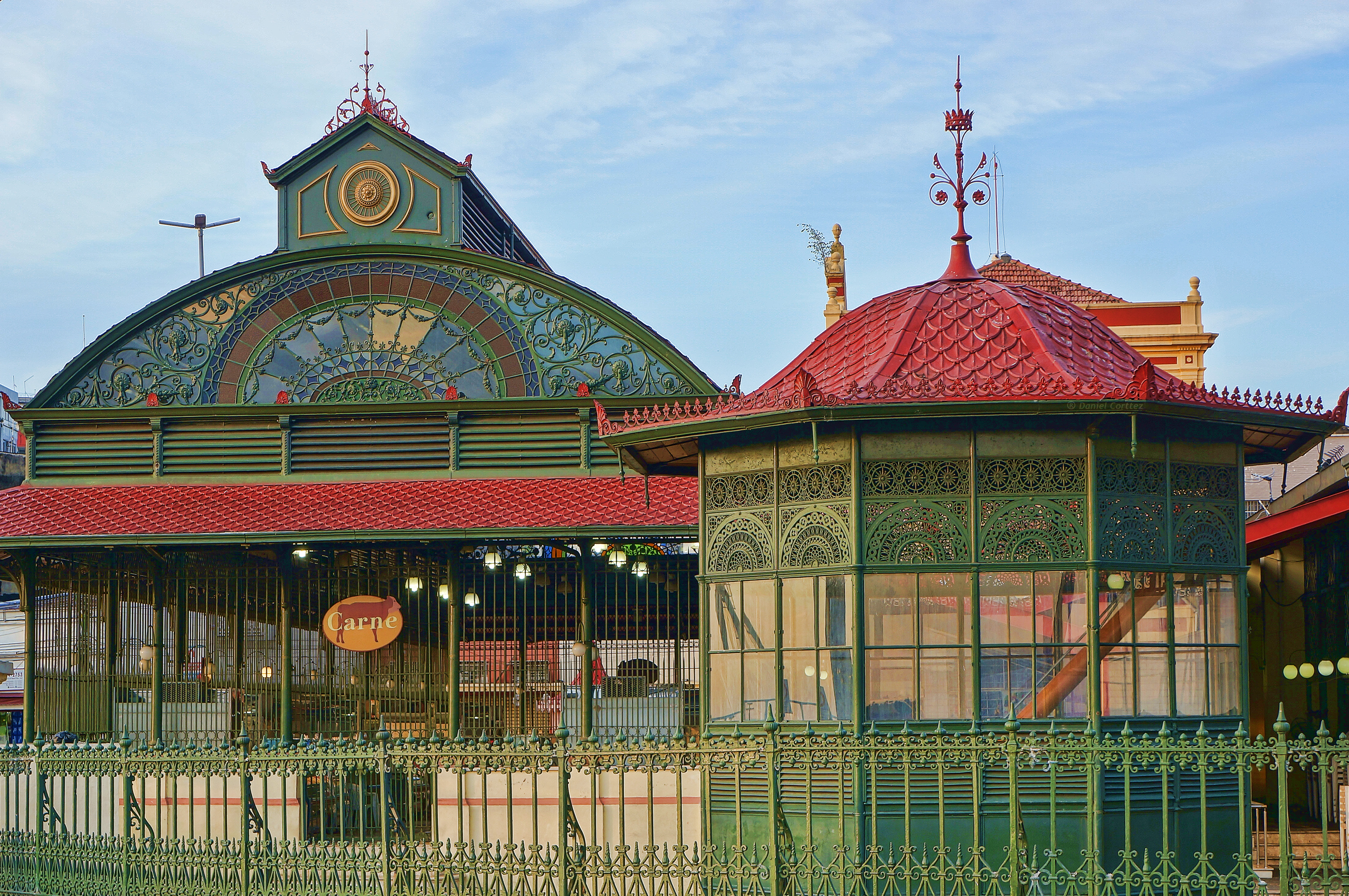
Parte de ferro fundido do Mercado Municipal de Manaus, Brasil.

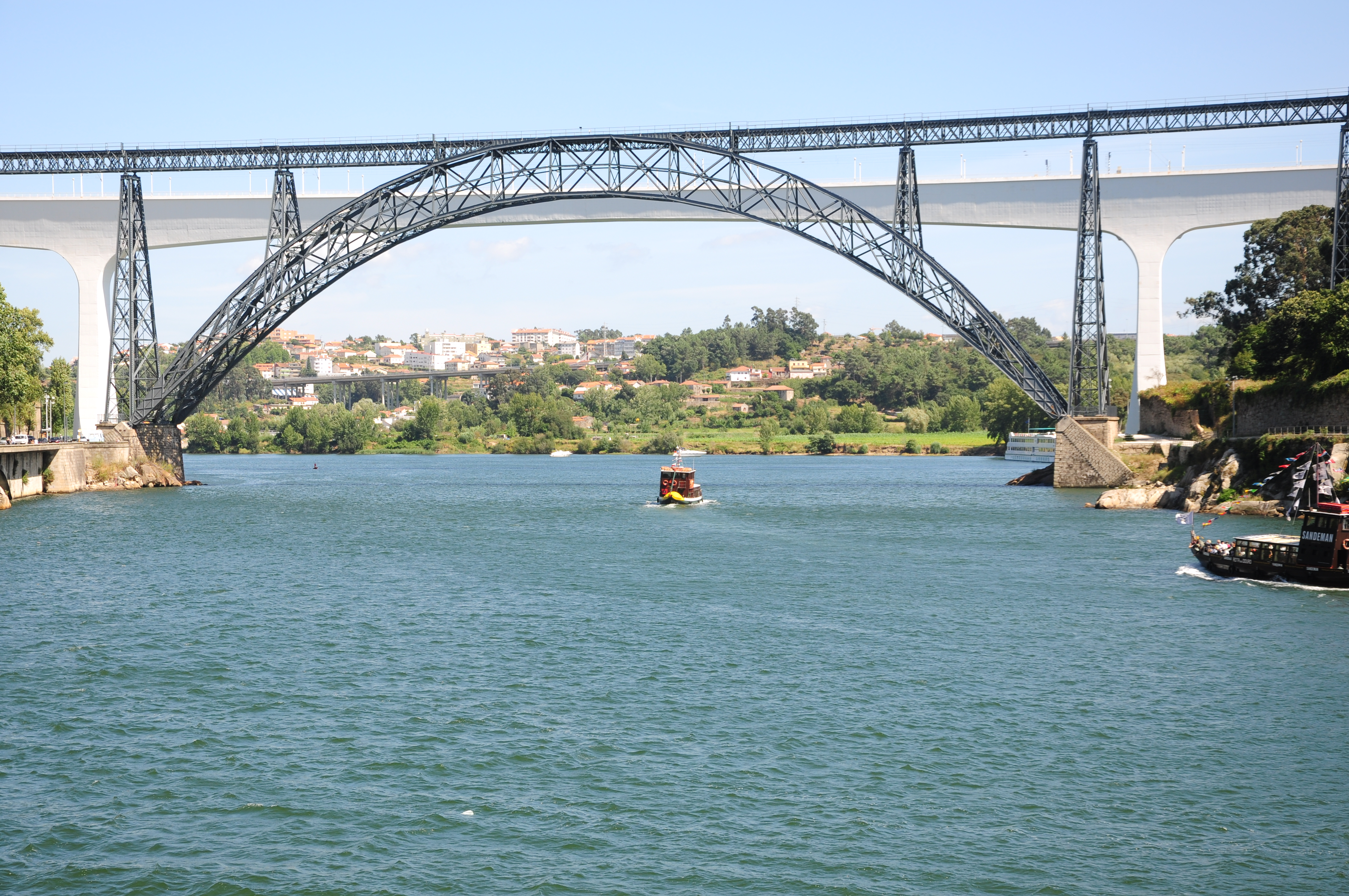
Ponte D. Maria Pia

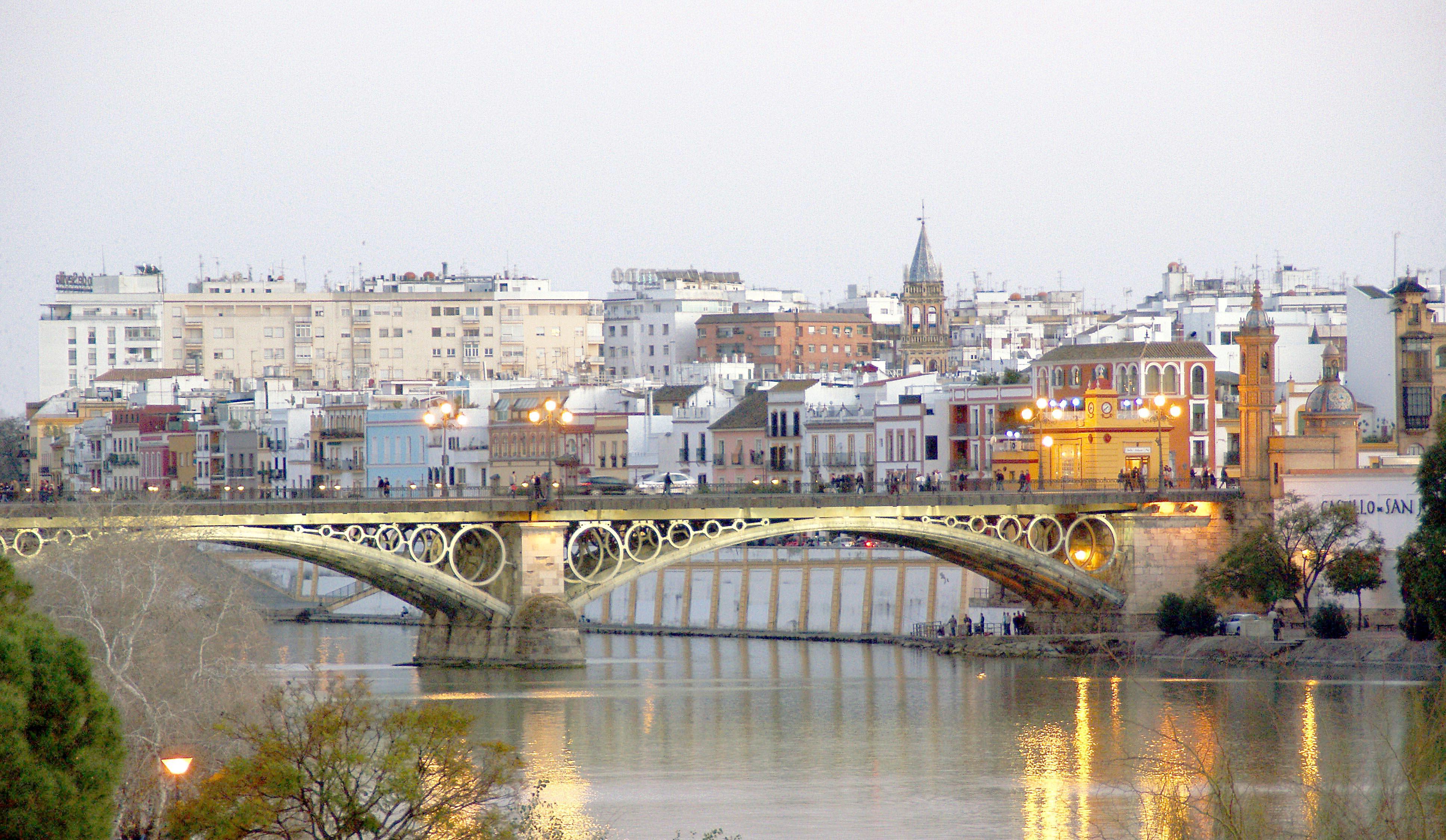
Ponte de Triana

### Edifícios e estruturas
- Estação ferroviária de Toulouse, França (1862)
- Estação ferroviária de Agen, França.
- Igreja de Notre Dame des Champs, Paris (1867)
- Artes Performáticas Center Lía Bermúdez, Maracaibo, Venezuela (1886)
- Sinagoga em Rue de Pasarelles, Paris (1867)
- Théâtre les Folies, Paris (1868)
- Gasworks, La Paz, Bolívia (1873)
- Gasworks, Tacna, Peru (1873)
- Igreja de São Marcos, Arica, Chile (1875)
- Catedral de São Pedro de Tacna, Peru (1875)
- Lycée Carnot, Paris (1876)
- Budapeste-Nyugati Pályaudvar (estação ferroviária ocidental), Budapeste, Hungria (1877)
- Farol de Ruhnu na ilha de Ruhnu, Estônia (1877)
- Grand Hotel Traian, Iaşi, Roménia (1882)
- Mercado Municipal Adolpho Lisboa, Manaus, Brasil (1883)
- Observatório de Nice, Nice, França (1886)
- Estátua da Liberdade, Liberty Island, Nova York, Estados Unidos (1886)
- Farol de São Thomé, Campos dos Goytacazes, Brasil
- Ponte Colbert, Dieppe, França (1888)
- Torre Eiffel, Paris, França (1889)
- Teatro Paradis Latin, Paris, França (1889)
- Jardín Juárez Gazebo, Cuernavaca, Morelos, México (1890)
- Casa de Ferro, Iquitos, Peru (1892)
- Estação Central (estação ferroviária), Santiago, Chile (1897)
- Igreja de Santa Bárbara em Santa Rosalía, Baja California Sur, México (1897)
- Farol na ilha de Dzharylhach, região de Kherson, Ucrânia (1902)
- Aerodinâmica EIFFEL (túnel de vento), Paris (Auteuil), França (1911)
- Mercado de Olhão, Portugal
- Palácio de Hierro, Orizaba,Veracruz,México
- Catedral de Santa María, Chiclayo,Peru (final do Século XX)
- Condominio Acero, Monterrey, Nuevo León, México
- Destilaria do Combiner, Saumur (Vale do Loire), França
- Pabellon de la Rosa Piriápolis, Uruguai
- Palácio de Ferro em Luanda, Angola.
- Ponte Rodo-Ferroviária de Viana do Castelo, Viana do Castelo Portugal

### Pontes e viadutos
- Ponte ferroviária sobre o rio Garonne, Bordeaux (1861).
- Viaduto sobre o rio Sioule (1867).
- Viaduto de Garabit, França (1884).
- A Ponte Eiffel em Zrenjanin (1904) (desmantelada nos anos 1960 e atualmente sendo reconstruída).
- Viaduto de Souleuvre (1893) (trechos de pontes removidos, mas os pilares sobrevivem)
- Ponte Eiffel em Ungheni, entre a Moldávia e a Romênia (1877).
- Ponte de D. Maria Pia na cidade do Porto, em Portugal (1876).
- Ponte dupla de Viana do Castelo em Portugal (1877).
- Ponte de Fão, Portugal.
- Ponte de Castelo de Vide no Ramal de Cáceres.[3]
- Ponte de Triana em Sevilha, Espanha.
- Ponte do Pinhão em Pinhão (Alijo), Portugal (1906)

Construções mais conhecidas, a Estátua da Liberdade, em Nova Iorque (1886) e a Torre Eiffel.

## Estátua da Liberdade
A Estátua da Liberdade foi um presente da França aos Estados Unidos para comemorar o centenário de sua independência. Inaugurada em 1886, foi projetada pelo escultor Frédéric Auguste Bartholdi e contou com a assistência de Gustave Eiffel. Tem 307 pés (93 m) de altura e tem na sua composição 63 000 toneladas de ferro forjado.

## Torre Eiffel

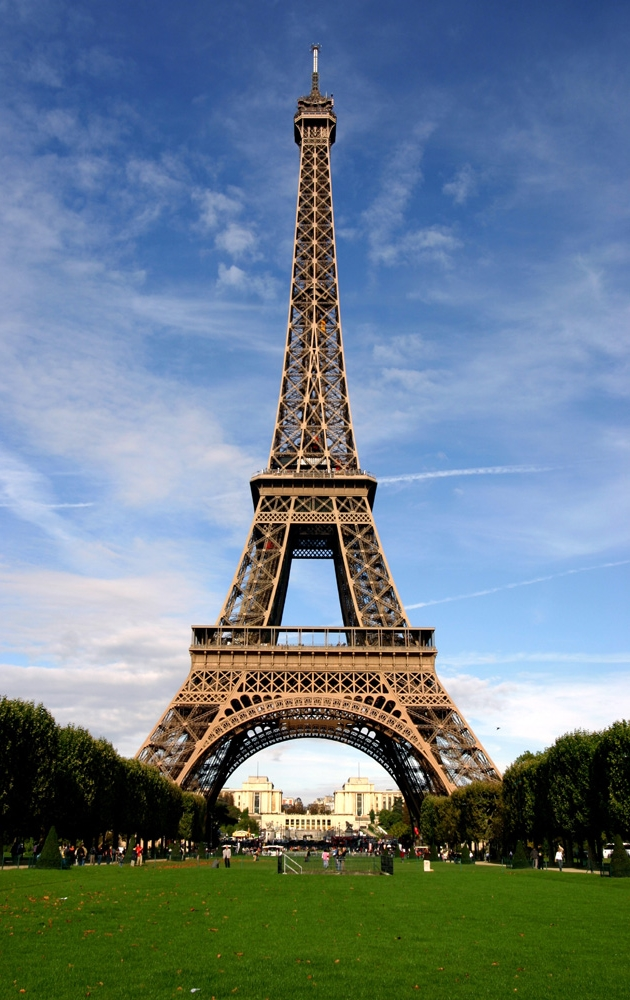
A Torre Eiffel em Paris.

O projeto da Torre Eiffel foi originado por Maurice Koechlin e Emile Nouguier, que discutiram ideias para uma peça central da Exposição Universal de 1889. Em maio de 1884, Koechlin, trabalhando em sua casa, fez um esboço do esquema deles, descrito por ele como "um grande pilão, consistindo em quatro treliças que se separavam na base e se juntavam no topo, unidas por treliças de metal em intervalos regulares". Inicialmente, Eiffel mostrou pouco entusiasmo, embora tenha aprovado mais estudos sobre o projeto, e os dois engenheiros pediram a Stephen Sauvestre que acrescentasse adornos arquitetônicos. Sauvestre acrescentou os arcos decorativos à base, um pavilhão de vidro ao primeiro nível e a cúpulano topo. A ideia aprimorada ganhou o apoio de Eiffel para o projeto, e ele comprou os direitos sobre a patente do projeto que Koechlin, Nougier e Sauvestre haviam retirado. O projeto foi exibido na Exposição de Artes Decorativas no outono de 1884 e, em 30 de março de 1885, Eiffel leu um trabalho sobre o projeto para a Sociedade dos Engenheiros Civís. Depois de discutir os problemas técnicos e enfatizar os usos práticos da torre, ele terminou sua palestra dizendo que a torre simbolizaria a França.

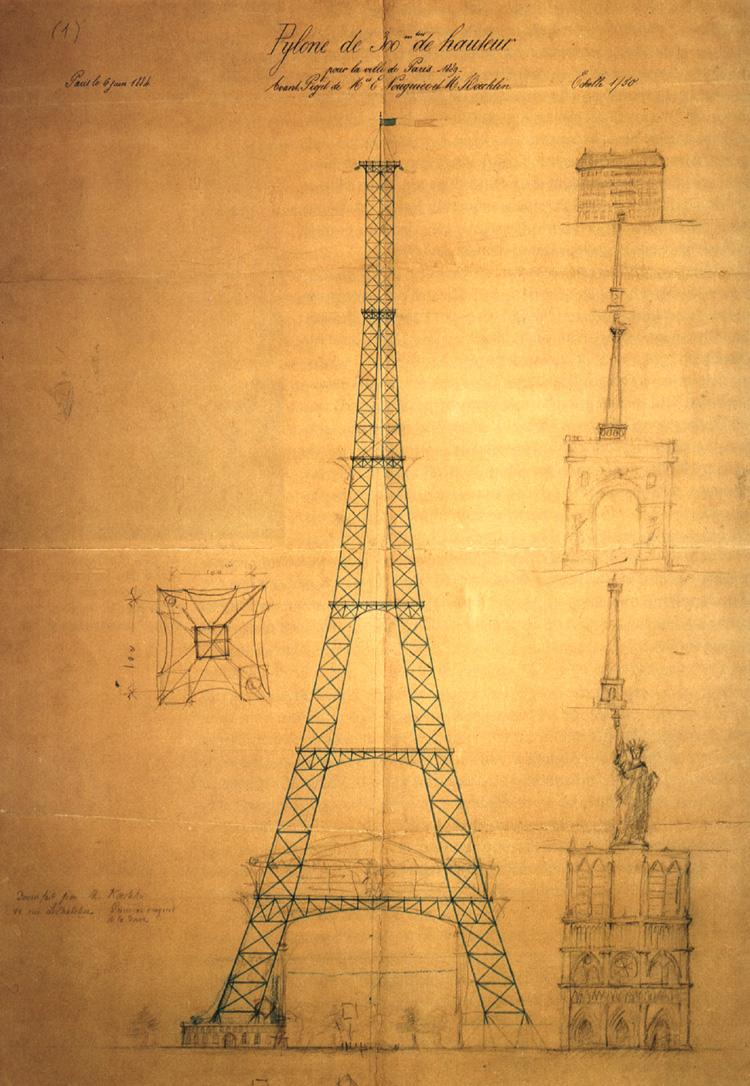
Primeiro desenho de Koechlin para a Torre Eiffel.

Pouco aconteceu até o início de 1886, mas, com a reeleição de Jules Grévy como presidente e a nomeação de Edouard Lockroy como ministro para as decisões de comércio, começou a ser feita. Um orçamento para a exposição foi aprovado e em 1 de maio Lockroy anunciou uma alteração aos termos da competição aberta que estava sendo realizada para uma peça central para a exposição, que efetivamente fez a escolha do design de Eiffel uma conclusão precipitada: todas as entradas tinham que incluir um estudo para uma torre de metal de quatro lados com 300 m (980 pés) no Champ de Mars. Em 12 de maio, uma comissão foi criada para examinar o esquema de Eiffel e seus rivais e, em 12 de junho, apresentou sua decisão, que dizia que apenas a proposta de Eiffel satisfazia suas exigências. Após algum debate sobre o local exato da torre, um contrato foi assinado em 8 de janeiro de 1887. Este foi assinado por Eiffel atuando em sua própria capacidade e não como o representante de sua empresa, e concedeu-lhe um milhão e meio de francos para os custos de construção. Isso era menos de um quarto do custo estimado de seis milhões e meio de francos. Eiffel deveria receber toda a renda da exploração comercial durante a exposição e pelos próximos vinte anos. Eiffel depois estabeleceu uma empresa separada para gerenciar a torre.
A torre tinha sido objeto de alguma controvérsia, atraindo críticas tanto daqueles que não acreditavam viáveis quanto daqueles que se opunham por questões artísticas. Assim como o trabalho começou no Champ de Mars, o "Comitê dos Trezentos" (um membro para cada metro da altura da torre) foi formado, liderado por Charles Garnier e incluindo algumas das figuras mais importantes do estabilismo das artes francesas, incluindo Adolphe Bouguereau, Guy de Maupassant, Charles Gounod e Jules Massenet: uma petição foi enviada a Jean-Charles Alphand, o Ministro das Obras, e foi publicada pelo Le Temps. ''Para trazer nossos argumentos para casa, imagine por um momento uma torre ridícula e assustadora dominando Paris como uma gigantesca chaminé negra, esmagando sob a sua bárbara Notre Dame, a Torre de Saint-Jacques, o Louvre, a Cúpula dos Inválidos, o Arco do Triunfo, todos os nossos monumentos desaparecerão humilhados neste sonho medonho. E por vinte anos ... veremos esticar como um borrão de tinta a odiosa sombra da odiosa coluna de metal laminado''.
Eiffel respondeu a essas críticas comparando sua torre às pirâmides egípcias:
| “ | Você acha que é pelo seu valor artístico que as pirâmides atingiram tão poderosamente a imaginação dos homens? Quais são eles, afinal de contas, mas montanhas artificiais? [O impacto estético das pirâmides foi encontrado] na imensidão do esforço e na grandeza do resultado. Minha torre será a estrutura mais alta que já foi construída por homens. Por que o que é admirável no Egito se torna horrível e ridículo em Paris? | ” |

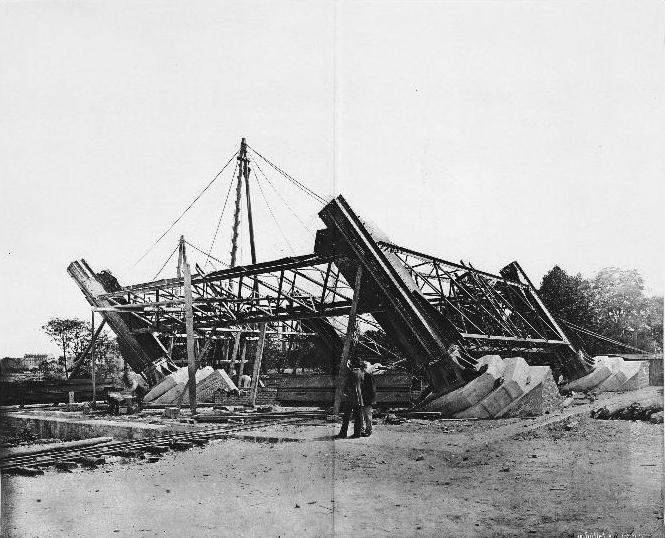
18 de julho de 1887
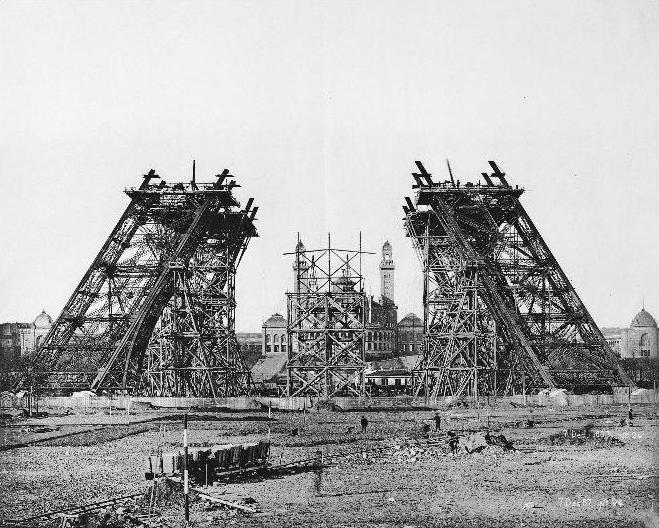
7 de dezembro de 1887
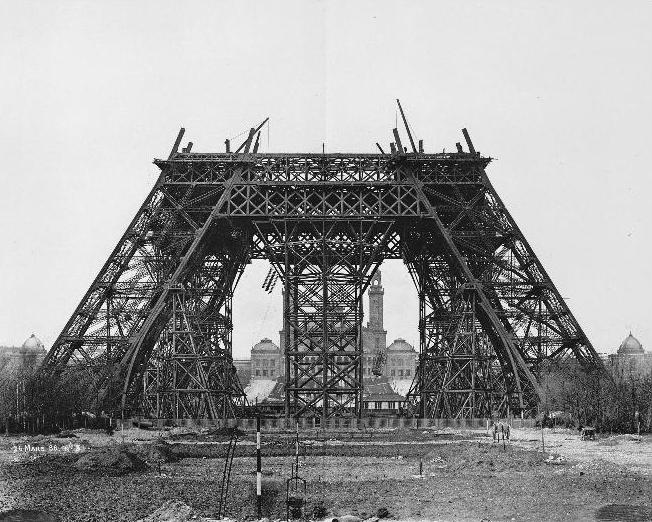
20 de março de 1888
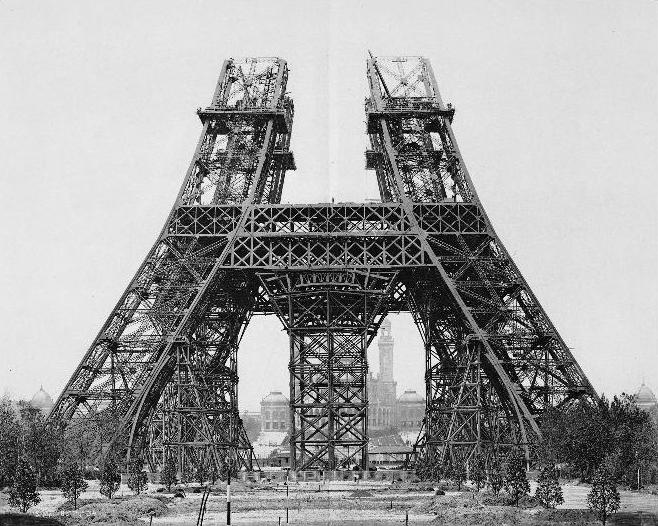
15 de maio de 1888
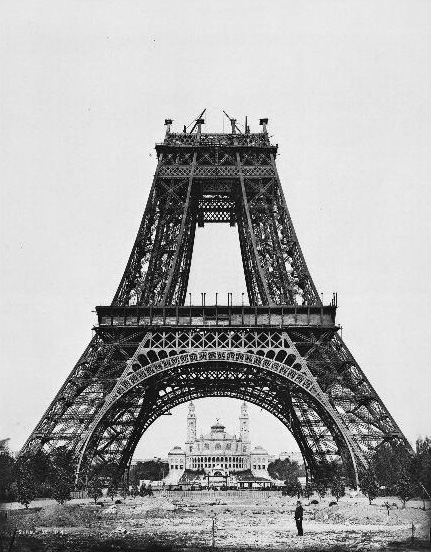
21 de agosto de 1888
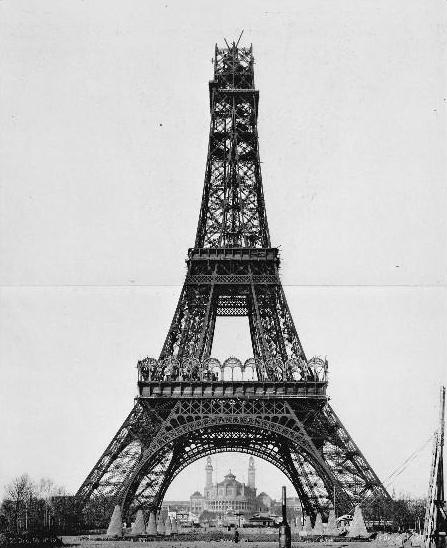
26 de dezembro de 1888
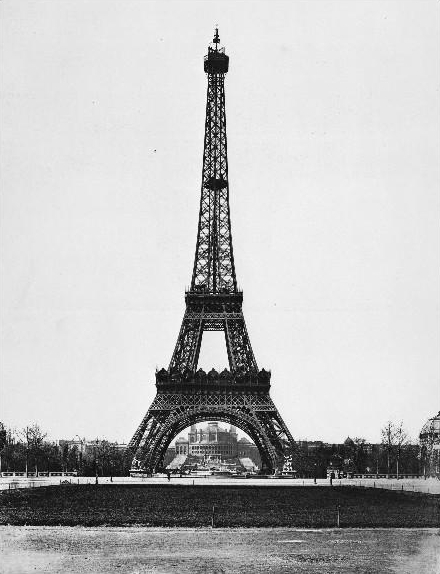
Março de 1889

## Em Portugal
Gustave Eiffel viveu em Barcelinhos, entre 1875 e 1877, e deixou várias obras no país, de Viana a Olhão, passando por Barcelos, Esposende, Alijó e, entre outros concelhos, o Porto, onde a sua firma concebeu e construiu a Ponte Maria Pia, que em 1876 permitiu a ligação ferroviária entre o Porto e Vila Nova de Gaia. A travessia que ficou nas bocas do mundo por ostentar o maior arco em ferro até então construído, foi projectada por um dos melhores engenheiros da sua firma, Théophile Seyrig. Que pouco tempo depois estava a trabalhar por conta própria e a disputar mercado ao próprio Eiffel.
Eiffel fez-se acompanhar da sua secretária – Victorinne Roblot – que morreu em Barcelinhos no dia 3 de abril de 1877, onde foi sepultada. Após a sua morte, Eiffel abandonou Portugal, limitando-se a fazer chegar até aqui as suas diretrizes de trabalho, seguidas pela “(…) legião dos seus auxiliares e cooperadores, que soubera preparar com afectuosa autoridade, fazendo de cada um amigo”.